# Саліхово (Кугарчинський район)
Салі́хово (рос. Салихово, башк. Сәлих) — присілок у складі Кугарчинського району Башкортостану, Росія. Входить до складу Ісімовської сільської ради.
Населення — 87 осіб (2010; 95 в 2002).
Національний склад:
- башкири — 94%